# Kapaz PFK

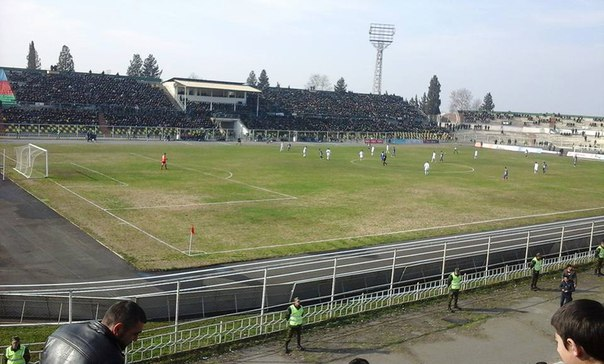
Kapaz PFK - Nefttji Baku

Kapaz PFK (azerbajdzjanska: Kəpəz Peşəkar Futbol Klubu, Kapaz Pesjäkar Futbol Klubu, uttalas ungefär som 'Käpäz Pesjäkar Futbol Klubu'), är en azerbajdzjansk fotbollsklubb i Ganja. För närvarande spelar klubben i Azerbajdzjans Premjer Liqasy. Klubben hette tidigare Toxucu. År 1982 bestämde sig ägaren Elnur Bollanov för att byta namn på klubben, eftersom Toxucu även var ett företag inom nagellacksbranschen, och Bollanov ville undvika att förknippas med företaget. Klubben fick då namnet "Kapaz Pesekar" som betyder ungefär "den starka korken".